# Darling (wijndistrict)
Darling is een relatief klein wijndistrict in Zuid-Afrika. Het behoort tot de wijnregio Coastal Region in de West-Kaap. Het ligt tussen Swartland en de Atlantische Oceaan.
Het district heeft slechts één ward, Groenekloof, dat wat hoger gelegen is. Van alle wards in Zuid-Afrika ligt Groenekloof het dichtst bij de Atlantische Oceaan. Er zijn geen estates. Het wijngebied is vooral bekend om de hoge kwaliteit van zijn Sauvignon Blanc. Darling heeft echter ook een groeiende reputatie op het gebied van rode wijn, met name Shiraz. De meest verbouwde druivenrassen zijn Cabernet Sauvignon, Shiraz, Sauvignon Blanc, Pinotage en Chenin Blanc. Darling is als eerste wijndistrict in zijn geheel erkend als lid van het Biodiversity and Wine Initiative.